# Über Friedrich den Großen und meine Unterredung mit ihm kurz vor seinem Tode

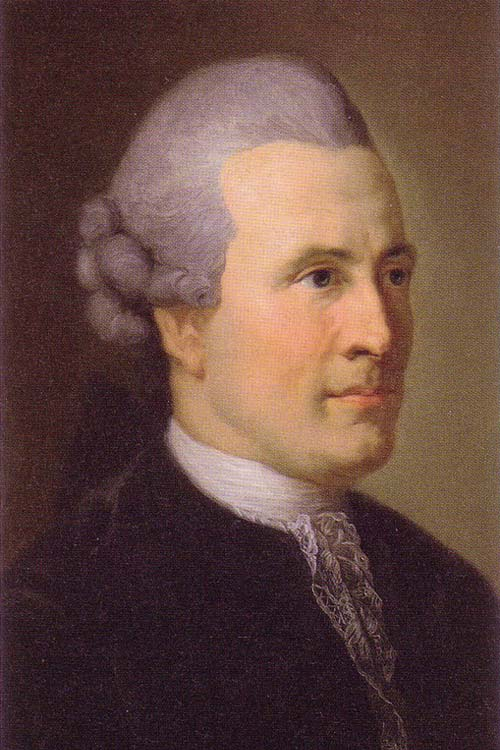
Johann Georg Zimmermann

Über Friedrich den Großen und meine Unterredung mit ihm kurz vor seinem Tode sind Lebenserinnerungen, die der Schweizer Arzt Johann Georg Ritter von Zimmermann 1788 in Leipzig und Karlsruhe veröffentlichte.
Friedrich der Große starb am 17. August 1786 in Potsdam „an einem Stickfluß“. Der todkranke Herrscher ließ im Frühsommer zuvor Johann Georg Zimmermann aus Hannover kommen. Der europaweit geschätzte Mediziner erzählt in seinem Buch von seinem Aufenthalt vom 23. Juni bis 11. Juli 1786 beim preußischen König in Sanssouci.

## Inhalt
Zimmermann erinnert sich des letzten Besuches beim König im Jahr 1771. Sein Landsmann Sulzer hatte ihn damals dem Herrscher vorgestellt.
Nun, 1786, unterhalten sich Arzt und Patient wiederum ausschließlich französisch. Zimmermann gibt die Gesprächsinhalte überwiegend deutsch wieder.
Konsultation
Auf zwei briefliche Einladungen des Königs reist Zimmermann am 20. Juni 1786 von Hannover über Braunschweig, Magdeburg und Brandenburg nach Potsdam. Bei seiner nächtlichen Ankunft lügt Zimmermann dem wachhabenden Offiziere am Stadttor vor, er wolle seiner Frau nur Potsdam zeigen. Dem König bleibt die Ankunft nicht verborgen. Bereits am Morgen des folgenden Tages um halb sechs Uhr klopft ein Jäger des Königs im Potsdamer Wirtshause an und bittet Zimmermann für um acht nach Sanssouci. Der Arzt folgt dem Rufe und wird „äußerst gnädig und freundlich“ empfangen. Der Kranke – in Stiefeln – hat „ein erschrecklich geschwollenes Bein auf“ einen Schemel gelegt. Zimmermann schaut sich den Patienten genauer an. Die Beine sind bis an die Lenden mit Wasser angefüllt. Der König speit zwar Blut, doch der Puls fühlt sich nicht so wie der eines Sterbenden an.
Nach der ersten oben genannten Audienz erfährt Zimmermann von Herrn Schöning unter vier Augen, der Kranke nehme – außer einem Abführmittel aus Rhabarber und Glaubersalz – sämtliche vom Leibarzt Professor Selle aus Berlin verordnete Medizin nicht ein.
Bei der nächsten Konsultation erfährt Zimmermann aus dem Munde des Königs die ganze Wahrheit. Der Herrscher habe Professor Selle „verabschiedet“, weil dieser ihm die Unheilbarkeit seiner Erkrankung gar zu deutlich eröffnet habe. Friedrich der Große erwartet nun von Zimmermann einen schriftlichen Heilungsplan und zwar gleich. Der Schweizer Arzt begeht nicht den Fehler seines Berliner Vorgängers. Er schreibt auch nichts hin, sondern verordnet ein Mittel aus Löwenzahn gegen Verdauungsbeschwerden mit Völlegefühl. Der König nimmt das Mittel zunächst nicht, verspricht aber die Einnahme. Am nächsten Tag lobt der Alte Fritz die Arznei; verspricht sich davon Wunder. Zimmermann widerspricht behutsam: „Aber man kann auf eine Krankheit, wie die Krankheit Eurer Majestät ist, nicht Sturm laufen.“ Friedrich der Große weiß, dass er bald sterben muss. Der Kommentar des Erzählers Zimmermann dazu: „Völlig unmöglich war es, für den König etwas Nachdrückliches zu tun. Er selbst wollte, im Grunde doch nur erleichtert sein, wollte höchstens, daß man für seine Eßlust... sorge.“ Einen erstaunlichen Appetit hat der Todkranke – verzehrt Meringues, Erdbeeren, Kirschen und kaltes Fleisch zum Frühstück. Darauf lässt er sich aufs Pferd hieven und durchquert den Garten von Sanssouci im Galopp. Hernach muss er sich erbrechen.
Gut gegessen hatte der Alte Fritz bis zuletzt. Zimmermann schreibt, zwei Tage vor seinem Ende habe der König noch eine halbe Seespinne verspeist.
Anderes
Zimmermann beobachtet nebenbei Mitglieder der Tischgesellschaft des Königs, zum Beispiel den Grafen Lucchesini und den General Graf von Goertz. In einem der Vorzimmer fällt sein Blick auf ein Porträt des Kaisers Joseph II. Während der Visite liest der König eingegangene Post durch und zeichnet jeden Brief mit zitternder Hand ab.
„Heiter und aufgeweckt“ unterhält sich der König mit seinem aktuellen Arzt über französische Literatur, nennt die beiden Engländer Locke sowie Newton als „die größten Denker unter den Menschen“, schilt Gottsched einen flachen, unausstehlichen Pedanten und lobt die schweizerischen Mitglieder seiner Berliner Akademie. Die „Schweizerliebe des Königs“ bringt eine Geschichte aus dem Jahr 1749 – jener Zeit, als Maupertuis der Berliner Akademie vorstand – zur Sprache. Im Auftrage des Königs sollte der Akademiepräsident den „bedeutendsten deutschen Gelehrten“, der Schweizer Albrecht von Haller, nach Berlin holen – koste es, was es wolle. Zimmermann kann mitreden. Zu der Zeit, als Maupertuis’ Brief in Göttingen ankam, hatte Zimmermann im Hause Hallers gewohnt. Obwohl Haller nicht nach Berlin gekommen war, hatte ihm der König später sein Fernbleiben verziehen.
Zimmermann muss von seinem Briefwechsel mit der Zarin plaudern. Der König schwärmt von den Bauwerken in Potsdam und behauptet schließlich: „Ich habe nie ein größeres Vergnügen, als wenn ich einem armen Manne kann ein Haus bauen lassen.“ Zimmermann setzt sich für Dr. Fritze, Arzt in Halberstadt, ein. Fritze will das Lazarettwesen erneuern. Der König merkt auf. Zwar kennt er diesen seinen Untertanen nicht, doch er lässt ihn nach Potsdam rufen und betraut ihn tatsächlich mit der Oberaufsicht über die Feldlazarette in eventuell kommenden Kriegszeiten.

## Zitate
- Friedrich II.
  - zu Zimmermann: „Ich fürchte nicht den Tod, sondern nur die Schmerzen.“[8]
  - am 11. Juli 1786: „Mein Leben ist auf der Neige; die Zeit, die ich noch habe, muß ich benutzen. Sie gehöret nicht mir, sondern dem Staate.“[9]